# Come le mosche d'autunno
Come le mosche d'autunno (Les mouches d'automne) è un romanzo breve della scrittrice francese Irène Némirovsky, pubblicato nel 1931. Nel 2007 è stato pubblicato in Italia per Adelphi.

## Trama
Karinovka, 1916, Prima Guerra Mondiale. L’anziana Tat’jana Ivanovna è da generazioni la balia della nobile famiglia dei Karin, attualmente composta dai genitori Nikolaj Alexandrovič ed Elena Vassilievna e dai figli Kirill, Jurij, Loulou e Andrej. Kirill e Jurij vengono mandati al fronte come ufficiali per l’Impero russo.
Con l’inizio della guerra civile nel 1918, la famiglia si sfalda: Kirill e Jurij sono in prigione, mentre il resto della famiglia è scappato a Odessa per fuggire dalle devastazioni della guerra e dalle rappresaglie dei contadini. Tat’jana, ormai da sola, è rimasta a sorvegliare la magione della famiglia, dove i Karin hanno nascosto la maggior parte delle proprie ricchezze sperando in un possibile ritorno. Un giorno sopraggiunge Jurij, ricercato dall’Armata Rossa e indebolito dal tifo, ma viene ucciso con l’inganno da Ignat, amico d’infanzia di Jurij e figlio di un vecchio servitore dei Karin. Venuta a conoscenza dell’indigenza in cui vivono i Karin da un loro cugino, Tat’jana prende con sé alcuni gioielli e raggiunge Odessa camminando per tre mesi: qui ritrova anche Kirill e il resto dei Karin.
Dopo due inverni di stenti, i Karin, con Tat’jana al seguito, riescono a raggiungere Marsiglia e poi Parigi, dove cercano faticosamente di ricominciare una nuova vita. I Karin cercano di adattarsi alla nuova vita arrangiandosi con diversi lavori, ben consci che i fasti della vita in Russia non torneranno più. Nel mentre, Tat’jana invecchia sempre di più ed è impossibilitata a compiere pressoché ogni tipo di lavoro domestico, annegando nei ricordi e nella nostalgia della vita in Russia. La mattina del 25 dicembre 1920, Tat’jana si sveglia in preda al delirio: esce di casa convinta che nevichi e va verso la Senna convinta che sia una distesa di neve, la neve che tanto le ricorda gli anni felici passati a Karinovka. Riacquista la lucidità solo mentre si sta immergendo nella Senna ma è ormai troppo tardi: il fiume la inghiotte con le sue acque gelide e Tat’jana muore.

## Analisi
La nostalgia di un passato che non tornerà mai, lo squallore della vita da immigrati e la morte di un parente stretto sono i temi principali di questo romanzo breve.
Nikolaj, il capofamiglia, è il primo a rendersi conto che non rivivrà più la vita da nobile in cui era cresciuto e che tutto è ormai terribilmente perduto: la sua nuova abitudine di andare da una parete della stanza all'altra, rimuginando sul passato e quasi aspettando la morte, come farebbe una mosca in autunno, è sintomatica della sua condizione. La nuova vita che attende la famiglia Karin, sebbene lontana dalla guerra, è tutt'altro che rosea: ormai scaduti ad un livello di vita pressoché proletario, i Karin sono costretti a vivere in appartamenti piccoli e scomodi e ad arrangiarsi con lavori umili. Gli unici a mantenere un po' di vitalità sono i giovani figli, in particolare Loulou che, ormai dimentica del suo status nobiliare, può vivere una vita più libertina, senza più sottostare ai rigidi canoni morali dell'epoca.
Il fantasma di Jurij, visto come il migliore di loro da parte dei fratelli, è una presenza che continua a tormentare tutta la famiglia: Tat'jana smetterà addirittura di pronunciarne il nome ma non lo dimenticherà mai. Sulla sua memoria si sedimentano anche i ricordi della vita in Russia: una vita più agiata, lontana dalle sofferenze della guerra e della povertà futura, con ritmi tranquillizzanti scanditi da secoli di tradizioni. Ma tutto questo ormai non esiste più: la magione di Karinovka, abbandonata da Tat'jana nel 1918 e ormai in decadenza vista la guerra, diventa la rappresentazione di uno stile di vita ormai perduto, che può solo sopravvivere come ingombrante memoria. La famiglia Karin è ormai sbalestrata in una realtà di cui non ha mai fatto esperienza e tutto sembra essere in balìa del caso. Tat'jana, per origini la più abituata a vivere di stenti, sembra sopportare questa nuova vita ma inizia ad annegare nei ricordi una volta che sente la fine avvicinarsi. Nel suo delirio finale, realtà materiale e mondo dei ricordi sono ormai un tutt'uno, con la Senna che diventa una distesa di neve: Tat'jana desidera attraversarla sperando di ritrovarsi a Karinovka, ma troverà solo la morte.